# Chrustki (SIMC 0450750)
Chrustki (do 1996: Do Chrustka) – przysiółek wsi Kasina Wielka w Polsce, w województwie małopolskim, w powiecie limanowskim, w gminie Mszana Dolna.
W latach 1975–1998 przysiółek administracyjnie należał do województwa nowosądeckiego.